# European Champions League 2007–2008 (damer)
European Champions League 2007-2008 spelades mellan 27 november 2007 och 6 april 2008. Det var den 48:e upplagan av tävlingen (den sista under namnet European Champions League) och 20 lag från CEV:s medlemsförbund deltog. Pallavolo Sirio Perugia vann tävlingen för andra gången genom att besegra  VK Zaretje Odintsovo i finalen. Simona Gioli utsågs till mest värdefulla spelare medan Katarzyna Skowrońska var främsta poängvinnare.

## Deltagande lag
- VV Martinus
- Türk Telekom GSK
- Azərreyl QVK
- ŽOK Poštar
- RC Cannes
- ASPTT Mulhouse
- CAV Murcia 2005
- Asystel Volley
- Eczacıbaşı SK
- Fenerbahçe SK
- Giannino Pieralisi Volley
- MKS Kalisz
- ZHVK Dinamo Moskva
- VK Zaretje Odintsovo
- Pallavolo Sirio Perugia
- PTPS Piła
- ŽOK Rijeka
- Schwechat Post
- CV Tenerife
- Voléro Zürich

## Gruppspelsfasen

### Grupper
| Grupp A                                                  | Grupp B                                                    | Grupp C                                                      | Grupp D                                                          | Grupp E                                                   |
| -------------------------------------------------------- | ---------------------------------------------------------- | ------------------------------------------------------------ | ---------------------------------------------------------------- | --------------------------------------------------------- |
| RC Cannes Giannino Pieralisi Volley PTPS Piła ŽOK Rijeka | Azərreyl QVK Fenerbahçe SK MKS Kalisz VK Zaretje Odintsovo | Türk Telekom GSK ASPTT Mulhouse Asystel Volley Voléro Zürich | ŽOK Poštar Eczacıbaşı SK CAV Murcia 2005 Pallavolo Sirio Perugia | VV Martinus ZHVK Dinamo Moskva Schwechat Post CV Tenerife |

### Grupp A

#### Resultat
| Datum    | Mellan                                 | Resultat | Set   | Set   | Set   | Set   | Set   | Poäng totalt | Speltid | Åskådare |
| Datum    | Mellan                                 | Resultat | 1     | 2     | 3     | 4     | 5     | Poäng totalt | Speltid | Åskådare |
| -------- | -------------------------------------- | -------- | ----- | ----- | ----- | ----- | ----- | ------------ | ------- | -------- |
| 27-11-07 | RC Cannes - ŽOK Rijeka                 | 3 - 0    | 25:20 | 25:16 | 25:19 |       |       | 75 - 55      | 1h:10   | 2.000    |
| 29-11-07 | PTPS Piła - Giannino Pieralisi Volley  | 1 - 3    | 29:27 | 22:25 | 13:25 | 18:25 |       | 82 - 102     | 1h:50   | 1.800    |
| 05-12-07 | ŽOK Rijeka - PTPS Piła                 | 1 - 3    | 20:25 | 15:25 | 28:26 | 20:25 |       | 83 - 101     | 1h:45   | 700      |
| 05-12-07 | Giannino Pieralisi Volley - RC Cannes  | 3 - 2    | 25:20 | 25:22 | 22:25 | 20:25 | 17:15 | 109 - 107    | 2h:15   | 750      |
| 12-12-07 | Giannino Pieralisi Volley - ŽOK Rijeka | 3 - 0    | 25:18 | 25:19 | 25:12 |       |       | 75 - 49      | 1h:06   | 500      |
| 13-12-07 | PTPS Piła - RC Cannes                  | 3 - 2    | 25:23 | 22:25 | 26:24 | 17:25 | 15:13 | 105 - 110    | 2h:06   | 1.900    |
| 18-12-07 | RC Cannes - PTPS Piła                  | 3 - 0    | 25:13 | 25:18 | 25:16 |       |       | 75 - 47      | 1h:12   | 2.200    |
| 19-12-07 | ŽOK Rijeka - Giannino Pieralisi Volley | 0 - 3    | 22:25 | 22:25 | 24:26 |       |       | 68 - 76      | 1h:17   | 1.100    |
| 23-01-08 | PTPS Piła - ŽOK Rijeka                 | 3 - 0    | 25:19 | 25:14 | 25:18 |       |       | 75 - 51      | 1h:09   | 1.200    |
| 24-01-08 | RC Cannes - Giannino Pieralisi Volley  | 1 - 3    | 25:23 | 19:25 | 23:25 | 21:25 |       | 88 - 98      | 1h:43   | 3.000    |
| 29-01-08 | ŽOK Rijeka - RC Cannes                 | 0 - 3    | 22:25 | 13:25 | 14:25 |       |       | 49 - 75      | 1h:08   | 480      |
| 29-01-08 | Giannino Pieralisi Volley - PTPS Piła  | 0 - 3    | 18:25 | 22:25 | 22:25 |       |       | 62 - 75      | 1h:20   | 350      |

#### Sluttabell
| Pos | Lag                       | Poäng | Matcher | Matcher | Matcher   | Set   | Set       | Kvot  | Poäng | Poäng     | Kvot  |
| Pos | Lag                       | Poäng | Spelade | Vunna   | Förlorade | Vunna | Förlorade | Kvot  | Vunna | Förlorade | Kvot  |
| --- | ------------------------- | ----- | ------- | ------- | --------- | ----- | --------- | ----- | ----- | --------- | ----- |
| 1   | Giannino Pieralisi Volley | 11    | 6       | 5       | 1         | 15    | 7         | 2.143 | 522   | 469       | 1.113 |
| 2   | PTPS Piła                 | 10    | 6       | 4       | 2         | 13    | 9         | 1.444 | 485   | 483       | 1.004 |
| 3   | RC Cannes                 | 9     | 6       | 3       | 3         | 14    | 9         | 1.556 | 530   | 463       | 1.145 |
| 4   | ŽOK Rijeka                | 6     | 6       | 0       | 6         | 1     | 18        | 0.056 | 355   | 477       | 0.744 |

### Grupp B

#### Resultat
| Datum    | Mellan                               | Resultat | Set   | Set   | Set   | Set   | Set   | Poäng totalt | Speltid | Åskådare |
| Datum    | Mellan                               | Resultat | 1     | 2     | 3     | 4     | 5     | Poäng totalt | Speltid | Åskådare |
| -------- | ------------------------------------ | -------- | ----- | ----- | ----- | ----- | ----- | ------------ | ------- | -------- |
| 28-11-07 | VK Zaretje Odintsovo - Azərreyl QVK  | 3 - 0    | 25:5  | 25:18 | 25:8  |       |       | 75 - 31      | 1h:00   | 2.025    |
| 28-11-07 | Fenerbahçe SK - MKS Kalisz           | 0 - 3    | 19:25 | 21:25 | 16:25 |       |       | 56 - 75      | 1h:20   | 1.050    |
| 04-12-07 | MKS Kalisz - VK Zaretje Odintsovo    | 2 - 3    | 18:25 | 18:25 | 25:16 | 25:22 | 10:15 | 96 - 103     | 2h:01   | 2.300    |
| 04-12-07 | Azərreyl QVK - Fenerbahçe SK         | 3 - 2    | 25:17 | 31:29 | 16:25 | 21:25 | 15:12 | 108 - 108    | 2h:14   | 1.500    |
| 11-12-07 | Azərreyl QVK - MKS Kalisz            | 2 - 3    | 25:23 | 20:25 | 18:25 | 25:19 | 8:15  | 96 - 107     | 2h:03   | 1.500    |
| 12-12-07 | VK Zaretje Odintsovo - Fenerbahçe SK | 3 - 0    | 25:15 | 25:23 | 25:22 |       |       | 75 - 60      | 1h:16   | 1.500    |
| 18-12-07 | MKS Kalisz - Azərreyl QVK            | 3 - 1    | 25:19 | 25:27 | 25:14 | 25:15 |       | 100 - 75     | 1h43    | 2.000    |
| 19-12-07 | Fenerbahçe SK - VK Zaretje Odintsovo | 2 - 3    | 15:25 | 27:25 | 19:25 | 26:24 | 6:15  | 93 - 114     | 2h:12   | 450      |
| 23-01-08 | Fenerbahçe SK - Azərreyl QVK         | 3 - 0    | 25:19 | 25:10 | 25:19 |       |       | 75 - 48      | 1h:07   | 1.150    |
| 24-01-08 | VK Zaretje Odintsovo - MKS Kalisz    | 3 - 0    | 25:20 | 25:21 | 25:23 |       |       | 75 - 64      | 1h:21   | 2.450    |
| 29-01-08 | MKS Kalisz - Fenerbahçe SK           | 3 - 2    | 26:24 | 21:25 | 15:25 | 25:22 | 16:14 | 103 - 110    | 2h:14   | 2.800    |
| 29-01-08 | Azərreyl QVK - VK Zaretje Odintsovo  | 1 - 3    | 25:22 | 22:25 | 15:25 | 23:25 |       | 85 - 97      | 1h:48   | 1.000    |

#### Sluttabell
| Pos | Lag                  | Poäng | Matcher | Matcher | Matcher   | Set   | Set       | Kvot  | Poäng | Poäng     | Kvot  |
| Pos | Lag                  | Poäng | Spelade | Vunna   | Förlorade | Vunna | Förlorade | Kvot  | Vunna | Förlorade | Kvot  |
| --- | -------------------- | ----- | ------- | ------- | --------- | ----- | --------- | ----- | ----- | --------- | ----- |
| 1   | VK Zaretje Odintsovo | 12    | 6       | 6       | 0         | 18    | 5         | 3.600 | 539   | 429       | 1.256 |
| 2   | MKS Kalisz           | 10    | 6       | 4       | 2         | 14    | 11        | 1.273 | 545   | 515       | 1.058 |
| 3   | Fenerbahçe SK        | 7     | 6       | 1       | 5         | 9     | 15        | 0.600 | 502   | 523       | 0.960 |
| 4   | Azərreyl QVK         | 7     | 6       | 1       | 5         | 7     | 17        | 0.412 | 443   | 562       | 0.788 |

### Grupp C

#### Resultat
| Datum    | Mellan                            | Resultat | Set   | Set   | Set   | Set   | Set | Poäng totalt | Speltid | Åskådare |
| Datum    | Mellan                            | Resultat | 1     | 2     | 3     | 4     | 5   | Poäng totalt | Speltid | Åskådare |
| -------- | --------------------------------- | -------- | ----- | ----- | ----- | ----- | --- | ------------ | ------- | -------- |
| 28-11-07 | Voléro Zürich - ASPTT Mulhouse    | 3 - 1    | 25:18 | 25:23 | 22:25 | 25:17 |     | 97 - 83      | 1h:53   | 850      |
| 28-11-07 | Türk Telekom GSK - Asystel Volley | 0 - 3    | 23:25 | 15:25 | 17:25 |       |     | 55 - 75      | 1h:10   | 1.650    |
| 05-12-07 | Asystel Volley - Voléro Zürich    | 3 - 1    | 27:25 | 25:20 | 27:29 | 25:18 |     | 104 - 92     | 2h:04   | 1.400    |
| 05-12-07 | ASPTT Mulhouse - Türk Telekom GSK | 1 - 3    | 15:25 | 14:25 | 25:17 | 20:25 |     | 74 - 92      | 1h:39   | 2.500    |
| 12-12-07 | Voléro Zürich - Türk Telekom GSK  | 3 - 0    | 25:18 | 25:20 | 25:21 |       |     | 75 - 59      | 1h:22   | 730      |
| 12-12-07 | ASPTT Mulhouse - Asystel Volley   | 0 - 3    | 24:26 | 21:25 | 17:25 |       |     | 62 - 76      | 1h:17   | 2.000    |
| 19-12-07 | Asystel Volley - ASPTT Mulhouse   | 3 - 0    | 25:15 | 25:18 | 25:16 |       |     | 75 - 49      | 1h:10   | 851      |
| 20-12-07 | Türk Telekom GSK - Voléro Zürich  | 0 - 3    | 23:25 | 21:25 | 21:25 |       |     | 65 - 75      | 1h:23   | 800      |
| 23-01-08 | Voléro Zürich - Asystel Volley    | 3 - 1    | 25:20 | 25:18 | 18:25 | 25:23 |     | 93 - 86      | 1h:45   | 1.080    |
| 24-01-08 | Türk Telekom GSK - ASPTT Mulhouse | 3 - 0    | 25:13 | 25:14 | 25:21 |       |     | 75 - 48      | 1h:09   | 2.500    |
| 29-01-08 | Asystel Volley - Türk Telekom GSK | 3 - 0    | 31:29 | 26:24 | 25:21 |       |     | 82 - 74      | 1h:25   | 2.100    |
| 29-01-08 | ASPTT Mulhouse - Voléro Zürich    | 0 - 3    | 27:29 | 16:25 | 20:25 |       |     | 63 - 79      | 1h:25   | 1.500    |

#### Sluttabell
| Pos | Lag              | Poäng | Matcher | Matcher | Matcher   | Set   | Set       | Kvot  | Poäng | Poäng     | Kvot  |
| Pos | Lag              | Poäng | Spelade | Vunna   | Förlorade | Vunna | Förlorade | Kvot  | Vunna | Förlorade | Kvot  |
| --- | ---------------- | ----- | ------- | ------- | --------- | ----- | --------- | ----- | ----- | --------- | ----- |
| 1   | Asystel Volley   | 11    | 6       | 5       | 1         | 16    | 4         | 4.000 | 498   | 425       | 1.172 |
| 2   | Voléro Zürich    | 11    | 6       | 5       | 1         | 16    | 5         | 3.200 | 511   | 460       | 1.111 |
| 3   | Türk Telekom GSK | 8     | 6       | 2       | 4         | 6     | 13        | 0.462 | 420   | 429       | 0.979 |
| 4   | ASPTT Mulhouse   | 6     | 6       | 0       | 6         | 2     | 18        | 0.111 | 379   | 494       | 0.767 |

### Grupp D

#### Resultat
| Datum    | Mellan                                    | Resultat | Set   | Set   | Set   | Set   | Set   | Poäng totalt | Speltid | Åskådare |
| Datum    | Mellan                                    | Resultat | 1     | 2     | 3     | 4     | 5     | Poäng totalt | Speltid | Åskådare |
| -------- | ----------------------------------------- | -------- | ----- | ----- | ----- | ----- | ----- | ------------ | ------- | -------- |
| 28-11-07 | Pallavolo Sirio Perugia - Eczacıbaşı SK   | 3 - 0    | 25:11 | 25:21 | 27:25 |       |       | 77 - 57      | 1h:20   | 600      |
| 29-11-07 | CAV Murcia 2005 - ŽOK Poštar              | 3 - 0    | 25:21 | 25:21 | 25:12 |       |       | 75 - 54      | 1h:15   | 1.500    |
| 05-12-07 | ŽOK Poštar - Pallavolo Sirio Perugia      | 0 - 3    | 17:25 | 17:25 | 20:25 |       |       | 54 - 75      | 1h:05   | 700      |
| 05-12-07 | Eczacıbaşı SK - CAV Murcia 2005           | 3 - 2    | 22:25 | 25:19 | 25:20 | 24:26 | 15:8  | 111 - 98     | 2h:14   | 800      |
| 12-12-07 | Pallavolo Sirio Perugia - CAV Murcia 2005 | 2 - 3    | 18:25 | 20:25 | 27:25 | 25:20 | 16:18 | 106 - 113    | 2h:10   | 855      |
| 12-12-07 | Eczacıbaşı SK - ŽOK Poštar                | 3 - 0    | 25:18 | 25:17 | 25:9  |       |       | 75 - 44      | 1h:10   | 250      |
| 18-12-07 | ŽOK Poštar - Eczacıbaşı SK                | 0 - 3    | 19:25 | 9:25  | 11:25 |       |       | 39 - 75      | 1h:11   | 375      |
| 20-12-07 | CAV Murcia 2005 - Pallavolo Sirio Perugia | 1 - 3    | 20:25 | 25:23 | 22:25 | 19:25 |       | 86 - 98      | 1h:45   | 800      |
| 23-01-08 | Pallavolo Sirio Perugia - ŽOK Poštar      | 3 - 0    | 25:19 | 25:19 | 25:11 |       |       | 75 - 49      | 1h:07   | 1.050    |
| 24-01-08 | CAV Murcia 2005 - Eczacıbaşı SK           | 3 - 0    | 25:19 | 25:16 | 25:23 |       |       | 75 - 58      | 1h:15   | 1.200    |
| 29-01-08 | ŽOK Poštar - CAV Murcia 2005              | 0 - 3    | 17:25 | 20:25 | 16:25 |       |       | 53 - 75      | 1h:11   | 500      |
| 29-01-08 | Eczacıbaşı SK - Pallavolo Sirio Perugia   | 3 - 1    | 20:25 | 25:20 | 25:20 | 25:20 |       | 95 - 85      | 1h:40   | 850      |

#### Sluttabell
| Pos | Lag                     | Poäng | Matcher | Matcher | Matcher   | Set   | Set       | Kvot  | Poäng | Poäng     | Kvot  |
| Pos | Lag                     | Poäng | Spelade | Vunna   | Förlorade | Vunna | Förlorade | Kvot  | Vunna | Förlorade | Kvot  |
| --- | ----------------------- | ----- | ------- | ------- | --------- | ----- | --------- | ----- | ----- | --------- | ----- |
| 1   | Pallavolo Sirio Perugia | 10    | 6       | 4       | 2         | 15    | 7         | 2.143 | 516   | 454       | 1.137 |
| 2   | CAV Murcia 2005         | 10    | 6       | 4       | 2         | 15    | 8         | 1.875 | 522   | 480       | 1.088 |
| 3   | Eczacıbaşı SK           | 10    | 6       | 4       | 2         | 12    | 9         | 1.333 | 471   | 418       | 1.127 |
| 4   | ŽOK Poštar              | 6     | 6       | 0       | 6         | 0     | 18        | 0.000 | 293   | 450       | 0.651 |

### Grupp E

#### Resultat
| Datum    | Mellan                              | Resultat | Set   | Set   | Set   | Set   | Set   | Poäng totalt | Speltid | Åskådare |
| Datum    | Mellan                              | Resultat | 1     | 2     | 3     | 4     | 5     | Poäng totalt | Speltid | Åskådare |
| -------- | ----------------------------------- | -------- | ----- | ----- | ----- | ----- | ----- | ------------ | ------- | -------- |
| 27-11-07 | VV Martinus - ZHVK Dinamo Moskva    | 3 - 2    | 25:10 | 22:25 | 25:18 | 26:28 | 15:13 | 113 - 94     | 2h:05   | 980      |
| 28-11-07 | Schwechat Post - CV Tenerife        | 0 - 3    | 19:25 | 23:25 | 23:25 |       |       | 65 - 75      | 1h:12   | 600      |
| 05-12-07 | ZHVK Dinamo Moskva - Schwechat Post | 3 - 0    | 30:28 | 25:23 | 25:15 |       |       | 80 - 66      | 1h:28   | 2.300    |
| 05-12-07 | CV Tenerife - VV Martinus           | 0 - 3    | 18:25 | 21:25 | 22:25 |       |       | 61 - 75      | 1h:14   | 980      |
| 12-12-07 | Schwechat Post - VV Martinus        | 0 - 3    | 23:25 | 22:25 | 14:25 |       |       | 59 - 75      | 1h:12   | 650      |
| 12-12-07 | CV Tenerife - ZHVK Dinamo Moskva    | 3 - 1    | 19:25 | 25:19 | 25:23 | 25:17 |       | 94 - 84      | 1h:43   | 1.070    |
| 20-12-07 | ZHVK Dinamo Moskva - CV Tenerife    | 3 - 1    | 17:25 | 25:20 | 25:18 | 25:15 |       | 92 - 78      | 1h:39   | 2.600    |
| 20-12-07 | VV Martinus - Schwechat Post        | 3 - 0    | 25:15 | 25:13 | 25:14 |       |       | 75 - 42      | 1h:04   | 1.100    |
| 23-01-08 | Schwechat Post - ZHVK Dinamo Moskva | 0 - 3    | 24:26 | 19:25 | 19:25 |       |       | 62 - 76      | 1h:13   | 800      |
| 24-01-08 | VV Martinus - CV Tenerife           | 3 - 0    | 25:23 | 25:20 | 25:22 |       |       | 75 - 65      | 1h:20   | 1.100    |
| 29-01-08 | ZHVK Dinamo Moskva - VV Martinus    | 3 - 2    | 26:24 | 22:25 | 25:14 | 23:25 | 15:9  | 111 - 97     | 2h:10   | 2.100    |
| 29-01-08 | CV Tenerife - Schwechat Post        | 3 - 0    | 25:8  | 25:14 | 25:14 |       |       | 75 - 36      | 1h:00   | 850      |

#### Sluttabell
| Pos | Lag                | Poäng | Matcher | Matcher | Matcher   | Set   | Set       | Kvot  | Poäng | Poäng     | Kvot  |
| Pos | Lag                | Poäng | Spelade | Vunna   | Förlorade | Vunna | Förlorade | Kvot  | Vunna | Förlorade | Kvot  |
| --- | ------------------ | ----- | ------- | ------- | --------- | ----- | --------- | ----- | ----- | --------- | ----- |
| 1   | VV Martinus        | 11    | 6       | 5       | 1         | 17    | 5         | 3.400 | 510   | 432       | 1.181 |
| 2   | ZHVK Dinamo Moskva | 10    | 6       | 4       | 2         | 15    | 9         | 1.667 | 537   | 510       | 1.053 |
| 3   | CV Tenerife        | 9     | 6       | 3       | 3         | 10    | 10        | 1.000 | 448   | 427       | 1.049 |
| 4   | Schwechat Post     | 6     | 6       | 0       | 6         | 0     | 18        | 0.000 | 330   | 456       | 0.724 |

## Tolftedelsfinal

### Match 1
| Datum    | Mellan                                         | Resultat | Set   | Set   | Set   | Set   | Set   | Poäng totalt | Speltid | Åskådare |
| Datum    | Mellan                                         | Resultat | 1     | 2     | 3     | 4     | 5     | Poäng totalt | Speltid | Åskådare |
| -------- | ---------------------------------------------- | -------- | ----- | ----- | ----- | ----- | ----- | ------------ | ------- | -------- |
| 12-02-08 | ZHVK Dinamo Moskva - Giannino Pieralisi Volley | 1 - 3    | 23:25 | 18:25 | 25:18 | 20:25 |       | 86 - 93      | 1h:50   | 1.900    |
| 12-02-08 | Asystel Volley - Eczacıbaşı SK                 | 3 - 0    | 33:31 | 25:19 | 25:21 |       |       | 83 - 71      | 1h:26   | 1.052    |
| 13-02-08 | Pallavolo Sirio Perugia - CV Tenerife          | 3 - 0    | 25:13 | 25:23 | 25:19 |       |       | 75 - 55      | 1h:08   | 1.100    |
| 14-02-08 | VK Zaretje Odintsovo - PTPS Piła               | 3 - 0    | 25:16 | 25:19 | 25:22 |       |       | 75 - 57      | 1h:16   | 2.000    |
| 14-02-08 | MKS Kalisz - VV Martinus                       | 3 - 2    | 19:25 | 24:26 | 25:21 | 25:18 | 16:14 | 109 - 104    | 2h:12   | 2.700    |
| 14-02-08 | RC Cannes - Voléro Zürich                      | 2 - 3    | 25:19 | 21:25 | 22:25 | 25:20 | 13:15 | 106 - 104    | 2h:14   | 2.500    |

### Match 2
| Datum    | Mellan                                         | Resultat | Set   | Set   | Set   | Set   | Set | Poäng totalt | Speltid | Åskådare |
| Datum    | Mellan                                         | Resultat | 1     | 2     | 3     | 4     | 5   | Poäng totalt | Speltid | Åskådare |
| -------- | ---------------------------------------------- | -------- | ----- | ----- | ----- | ----- | --- | ------------ | ------- | -------- |
| 20-02-08 | CV Tenerife - Pallavolo Sirio Perugia          | 1 - 3    | 26:28 | 25:23 | 18:25 | 22:25 |     | 91 - 101     | 1h:47   | 800      |
| 20-02-08 | Giannino Pieralisi Volley - ZHVK Dinamo Moskva | 3 - 1    | 25:20 | 25:18 | 22:25 | 29:27 |     | 101 - 90     | 1h:50   | 1.500    |
| 20-02-08 | Voléro Zürich - RC Cannes                      | 3 - 0    | 25:21 | 25:20 | 25:12 |       |     | 75 - 53      | 1h:17   | 1.035    |
| 21-02-08 | PTPS Piła - VK Zaretje Odintsovo               | 1 - 3    | 25:23 | 15:25 | 17:25 | 29:31 |     | 86 - 104     | 1h:50   | 1.800    |
| 21-02-08 | VV Martinus - MKS Kalisz                       | 3 - 0    | 30:28 | 25:18 | 25:18 |       |     | 80 - 64      | 1h:27   | 1.050    |
| 21-02-08 | Eczacıbaşı SK - Asystel Volley                 | 3 - 1    | 13:25 | 25:17 | 25:19 | 25:21 |     | 88 - 82      | 1h:34   | 820      |

### Kvalificerade lag
- VV Martinus
- Giannino Pieralisi Volley
- Asystel Volley
- VK Zaretje Odintsovo
- Pallavolo Sirio Perugia
- Voléro Zürich

## Spel om semifinalplatser

### Match 1
| Datum    | Mellan                                              | Resultat | Set   | Set   | Set   | Set   | Set | Poäng totalt | Speltid | Åskådare |
| Datum    | Mellan                                              | Resultat | 1     | 2     | 3     | 4     | 5   | Poäng totalt | Speltid | Åskådare |
| -------- | --------------------------------------------------- | -------- | ----- | ----- | ----- | ----- | --- | ------------ | ------- | -------- |
| 04-03-08 | VK Zaretje Odintsovo - VV Martinus                  | 3 - 1    | 15:25 | 25:19 | 25:15 | 25:15 |     | 90 - 74      | 1h:33   | 2.500    |
| 05-03-08 | Pallavolo Sirio Perugia - Giannino Pieralisi Volley | 3 - 0    | 25:18 | 30:28 | 34:32 |       |     | 89 - 78      | 1h:35   | 1.300    |
| 05-03-08 | Asystel Volley - Voléro Zürich                      | 3 - 0    | 25:23 | 25:23 | 25:21 |       |     | 75 - 67      | 1h:26   | 1.570    |

### Match 2
| Datum    | Mellan                                              | Resultat | Set   | Set   | Set   | Set   | Set   | Poäng totalt | Speltid | Åskådare |
| Datum    | Mellan                                              | Resultat | 1     | 2     | 3     | 4     | 5     | Poäng totalt | Speltid | Åskådare |
| -------- | --------------------------------------------------- | -------- | ----- | ----- | ----- | ----- | ----- | ------------ | ------- | -------- |
| 12-03-08 | Giannino Pieralisi Volley - Pallavolo Sirio Perugia | 3 - 2    | 25:21 | 15:25 | 25:23 | 17:25 | 15:6  | 97 - 100     | 1h:45   | 950      |
| 12-03-08 | Voléro Zürich - Asystel Volley                      | 3 - 2    | 23:25 | 21:25 | 25:20 | 25:20 | 15:11 | 109 - 101    | 2h:08   | 1.150    |
| 13-03-08 | VV Martinus - VK Zaretje Odintsovo                  | 3 - 2    | 25:23 | 25:15 | 20:25 | 22:25 | 15:10 | 107 - 98     | 2h:04   | 1.000    |

### Kvalificerade lag
- CAV Murcia 2005 (kvalificerad som värd för finalspelet)
- Asystel Volley
- VK Zaretje Odintsovo
- Pallavolo Sirio Perugia

## Finalspel
Finalspelet genomfördes i Murcia, Spanien. Semifinalerna spelades 5 april, medan match om tredjepris och final spelades 6 april.

### Spelschema
|  | Semifinaler             | Semifinaler |                         |                      | Final               | Final               |  |
|  |                         |             |                         |                      |                     |                     |  |
|  | CAV Murcia 2005         | 1           |                         |                      |                     |                     |  |
|  | CAV Murcia 2005         | 1           |                         |                      |                     |                     |  |
|  | VK Zaretje Odintsovo    | 3           |                         |                      |                     |                     |  |
|  | VK Zaretje Odintsovo    | 3           |                         | VK Zaretje Odintsovo | 1                   |                     |  |
|  |                         |             |                         | VK Zaretje Odintsovo | 1                   |                     |  |
|  |                         |             | Pallavolo Sirio Perugia | 3                    |                     |                     |  |
|  | Pallavolo Sirio Perugia | 3           | Pallavolo Sirio Perugia | 3                    |                     |                     |  |
|  | Pallavolo Sirio Perugia | 3           |                         |                      |                     |                     |  |
|  | Asystel Volley          | 2           |                         |                      | Match om tredjepris | Match om tredjepris |  |
|  | Asystel Volley          | 2           |                         |                      |                     |                     |  |
|  |                         |             |                         |                      |                     |                     |  |
|  |                         |             |                         |                      | CAV Murcia 2005     | 2                   |  |
|  |                         |             |                         |                      | CAV Murcia 2005     | 2                   |  |
|  |                         |             |                         |                      | Asystel Volley      | 3                   |  |

#### Resultat
| Datum    | Mellan                                         | Resultat | Set   | Set   | Set   | Set   | Set   | Poäng totalt | Speltid | Åskådare |
| Datum    | Mellan                                         | Resultat | 1     | 2     | 3     | 4     | 5     | Poäng totalt | Speltid | Åskådare |
| -------- | ---------------------------------------------- | -------- | ----- | ----- | ----- | ----- | ----- | ------------ | ------- | -------- |
| 05-04-08 | CAV Murcia 2005 - VK Zaretje Odintsovo         | 1 - 3    | 15:25 | 25:19 | 22:25 | 23:25 |       | 85 - 94      | 1h:53   | 2.500    |
| 05-04-08 | Pallavolo Sirio Perugia - Asystel Volley       | 3 - 2    | 25:22 | 20:25 | 25:17 | 23:25 | 15:12 | 108 - 101    | 2h:00   | 1.500    |
| 06-04-08 | CAV Murcia 2005 - Asystel Volley               | 2 - 3    | 27:29 | 25:22 | 27:25 | 25:27 | 11:15 | 115 - 118    | 2h:24   | 1.000    |
| 06-04-08 | VK Zaretje Odintsovo - Pallavolo Sirio Perugia | 1 - 3    | 15:25 | 21:25 | 25:18 | 14:25 |       | 75 - 93      | 1h:32   | 1.200    |

## Individuella utmärkelser
| Utmärkelse              | Namn                   | Lag                     |
| ----------------------- | ---------------------- | ----------------------- |
| Mest värdefulla spelare | Simona Gioli           | Pallavolo Sirio Perugia |
| Bästa poängvinnare      | Katarzyna Skowrońska   | Asystel Volley          |
| Bästa anfallare         | Mirka Francia          | Pallavolo Sirio Perugia |
| Bästa blockare          | María Isabel Fernández | CAV Murcia 2005         |
| Bästa servare           | Žanna Proničeva        | VK Zaretje Odintsovo    |
| Bästa passare           | Hélia de Souza         | CAV Murcia 2005         |
| Bästa mottagare         | Nataša Osmokrović      | Asystel Volley          |
| Bästa libero            | Paola Cardullo         | Asystel Volley          |